# 滨河卡斯蒂尔布兰科
滨河卡斯蒂尔布兰科（西班牙語：Castilblanco de los Arroyos）是西班牙安达卢西亚自治区塞维利亚省的一个市镇。 总面积324平方公里，总人口4547人（2001年），人口密度14人/平方公里。